# 静志居诗话
静志居诗话，明末清初朱彝尊所撰诗话，共二十四卷。
朱彝尊因不满钱谦益所编明诗总集《历朝诗集》持论过偏，于是自编明诗总集《明诗综》一百卷，嘉庆二十四年（1819年）姚祖恩仿钱陆灿自《历朝诗集》中辑出《历朝诗集小传》单独刊行之例，从《明诗综》中将诗人小传、论诗之语和与该诗人有关的资料，辑出单行成书。因朱彝尊室名“静志居”而命名。
《静志居诗话》收录明代诗人三千四百馀人。编次如原书，赵慎轸序称“首十帝，本纪也；次宗潢，重本支也；次乐章，祀郊庙以告成功也；次为诸臣，曰家数，列传之体也；中为党锢，为节义，为隐逸之士，书独行也；次属国，大无外之规也；次宫闱，理阴教也；又其次为释子，为道流，为工，为贾，为青衣，杂流也；而以神怪、杂歌谣辞终焉，志五行也。”书中保存了有明一代朝野人物大量资料，并论述了明诗发展变化过程，审定格律，辨析体裁。据曾燠序称，钱谦益宗宋诗而反对明七子，朱彝尊则主唐音而对七子有所肯定。 对公安派三袁的产生，钱朱二人都认为是出于对“后七子”复古派“黄茅白苇”千篇一律作品的反动。钱谦益《列朝诗集》流露出的缅怀明朝的情绪，最后被乾隆帝毁版禁行。朱彝尊晚年编纂《明诗综》，采取“详远略近”的原则，持论较为平允客观。嘉庆二十四年（1819年）为扶荔山房刻本。中华人民共和国成立后，有人民文学出版社校点本。